# Raymond Bass
Raymond Henry Bass (Chambersville (Arkansas), 15 januari 1910 - Los Angeles, 10 maart 1997) was een Amerikaans turner.
Bass won tijdens de Olympische Zomerspelen 1932 de gouden medaille bij het touwklimmen.
Bass was als onderzeebootkapitein betrokken in de strijd tegen Japan tijdens de Tweede Wereldoorlog. In 1959 zwaaide Bass af bij de US Navy als schout-bij-nacht.

## Resultaten

### Olympische Zomerspelen
| Jaar | Plaats      | Resultaten          |
| ---- | ----------- | ------------------- |
| 1932 | Los Angeles | bij het touwklimmen |

1896: Nikolaos Andriakopoulos ·
1904: George Eyser ·
1924: Bedřich Šupčík ·
1932: Raymond Bass ·
- Library of Congress Control Number: no2013032653
- Virtual International Authority File: 297596483